# GMOリザーブプラス
GMOリザーブプラス株式会社（ジーエムオーリザーブプラス、英: GMO Reserve Plus Co.,Ltd.）は、東京都渋谷区に本社を置く、予約システムを中心としたSaaS事業を展開する日本の企業である。GMOインターネットグループ（東証プライム上場9449）のメンバー。

## 概要
GMOリザーブプラス株式会社は、医療機関の予約管理業務を効率化するためのクラウド型予約管理システム「メディカル革命 byGMO」や、関連サービスの開発・提供を行っている。最先端のIT/決済インフラと高度な予約管理技術の提供を通じて、医療の現場を豊かにすることをミッションとしている。

## 沿革
- 2016年
  - 3月 - 歯科予約システム「Dentry」リリース
  - 4月 - (株)リザーブリンクを親会社として、(株)医療予約技術研究所を設立
- 2017年
  - 4月 - MBOを実施し完全独立化 5月　浜松支社を設立
  - 11月 - 弊社システムを搭載したヒト型ロボットが日経新聞、共同通信社など大手メディア紙に掲載
- 2018年
  - 8月 - GMOインターネットグループにジョイン、商号を「GMO医療予約技術研究所(株)」に変更
  - 8月 - NTT東日本が提供する『NTT東日本アクセラレータープログラム』に採択
  - 12月 - 複数医院の診察券を1つにまとめるスマートフォンアプリ『おまとめ診察券 byGMO』を提供開始
- 2019年
  - 9月 - 自由診療向けプランを提供開始
- 2020年
  - 5月 - 新型コロナウイルス感染防止対策のための「新型コロナウイルス対策専用プラン」を期間限定で無償提供
- 2021年
  - 1月 - 三井住友カード株式会社が提供する決済プラットフォーム「stera」のオールインワン端末「stera terminal」に「Dentry byGMO」の機能を提供
  - 7月 - 世界的なスポーツの祭典に「メディカル革命 byGMO」を提供
- 2022年
  - 2月 - SMBC GMO PAYMENT 株式会社が提供するサブスクリプション型キャッシュレスサービス「stera pack for クリニック」に弊社のアプリ「おまとめ診察券 byGMO」が標準搭載
  - 4月 - プライバシーマーク取得
  - 8月 - オンライン診療を提供開始
  - 10月 - WEB問診を提供開始
- 2023年
  - 11月 - WEB予約を手軽に始めたい医院向けに、DXスタータープランをリリース
- 2024年
  - 2月 - 一般財団法人医療情報システム開発センター (MEDIS-DC)認定のプライバシーマーク取得
  - 3月 - GMOイプシロン株式会社が提供するオンライン決済サービス「fincode byGMO」と連携開始
  - 11月 - Googleマップを使った「オンライン マップ集患」の提供を開始
- 2025年
  - 1月 - ご契約アカウント数2,000件突破
  - 2月 - 商号を「GMOリザーブプラス株式会社」に変更
  - 2月 - 動物病院特化型の予約管理システム『Animary byGMO』をリリース
  - 5月 - 経営指標をAIが自動で分析し、改善策を提案する医業経営分析ツール「AI-Board」を提供開始

## 事業内容
- クラウド型予約管理システムの開発・販売・運営
- 上記システムに関連するコンサルティング業務
- その他関連サービスの提供

## 主なサービス
- メディカル革命 byGMO
  - クラウド型の予約管理システム。多様な業種に対応した予約サイトの作成、顧客管理、集客支援機能などを提供する。
  - 主な機能：
    - オンライン予約受付
    - 予約カレンダー管理
    - 顧客情報管理 (CRM)
    - メール自動配信
    - 多言語対応
    - 事前決済機能
    - 外部サービス連携 (例: LINE、Googleカレンダー)
- Dentry byGMO
  - 歯科に特化した、クラウド型予約管理システム
- Animary byGMO
  - 動物病院に特化したクラウド型予約管理システム

## 特徴
- GMOインターネットグループのシナジー: グループ企業が持つ決済、集客、セキュリティなどのノウハウやサービスとの連携。
- カスタマイズ性: 業種や店舗の特性に合わせた柔軟な機能カスタマイズ。
- サポート体制: 導入から運用まで、専門スタッフによるサポートを提供。
- セキュリティ: GMOインターネットグループの基準に準じた堅牢なセキュリティ体制。

## 親会社・関連会社
- 親会社: GMOインターネットグループ株式会社
- 関連会社:
  - GMOペイメントゲートウェイ株式会社
  - GMOイプシロン株式会社
  - その他GMOインターネットグループ各社